# Lang-Stereotest

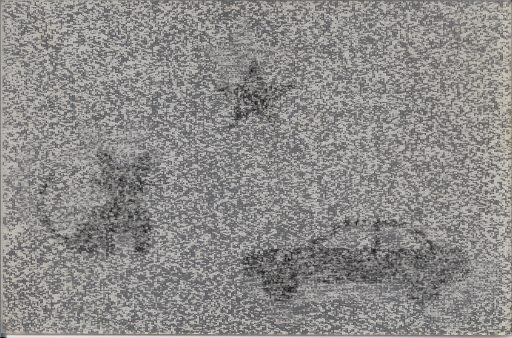
Testbilder des Lang-Stereotests

Der Lang-Stereotest, benannt nach seinem Entwickler, dem Schweizer Augenarzt Joseph Lang, ist eine Prüfmethode zur Untersuchung und Beurteilung des räumlichen Sehens (Stereopsis), insbesondere bei Kindern und Kleinkindern. Er weist auf einer postkartengroßen Fläche drei Prüfbilder auf (Katze, Stern und Auto), die in unterschiedlicher Disparität von 1200, 600 und 550 Bogensekunden, im Abstand von ca. 40 cm dargeboten werden.
Die Methode hat gegenüber anderen Verfahren den Vorteil, dass keine spezielle Prüfbrille zur Trennung der Seheindrücke (z. B. Rot-Grün-Brille oder Polarisationsbrille) mehr aufgesetzt werden muss. Dies erleichtert ganz entscheidend die Untersuchung von Kleinkindern und gestattet zudem eine Beurteilung von Augenbewegungen. Ein weiterer Vorteil liegt in der Qualität der Untersuchungsergebnisse. Während andere Testverfahren bei bestehenden Anomalien, z. B. Mikrostrabismus, durchaus positive Ergebnisse ermöglichen können, wird beim Lang-Stereotest in diesen Fällen das Ergebnis in aller Regel negativ sein.
Es ist gleichwohl möglich, dass Patienten mit einer durch hohe Anisometropie verursachten Amblyopie (Refraktionsamblyopie oder amblyopia ex anisometropia) ein positives Ergebnis erzielen. Der Test ist also als Ersatz für eine Visusprüfung ungeeignet.
In der Praxis eignet sich dieser Test auch als rasche Screeningmethode, wenn es bspw. darum geht, einen Pseudostrabismus (z. B. bei Epikanthus) von einem richtigen Schielen zu unterscheiden. Im positiven Falle lässt er auf eine intakte Stereopsis schließen. Aus diesem Grund ist er auch für den Einsatz in Kinderarztpraxen oder bei Augenoptikern geeignet.

## Funktionsprinzip
Die Funktionsweise des Lang-Stereotests beruht auf einer Kombination aus den Prinzipien der Random-Dots (nach Julesz) und des Zylinderrasterverfahrens (nach Hess). Während die Random-Dots als stochastisch angeordnete Punkte ihre Anwendung in verschiedenen Stereogrammen in Verbindung mit Polarisations- oder Rot-Grün-Brillen finden, nutzt das Zylinderrasterverfahren ein System von feinsten, parallel angeordneten Halbzylindern zur Trennung der Seheindrücke beider Augen. Das Tragen einer zusätzlichen Prüf-Brille ist deshalb nicht notwendig. Eine Darstellung und somit Durchführung des Tests mittels Projektion oder an einem Bildschirm ist jedoch nicht möglich.

## Lang-Stereotest II
Eine Weiterentwicklung des Lang-Stereotest ist der Lang-Stereotest II. Das Prinzip ist das gleiche, und er dient ebenfalls der Untersuchung der Stereopsis, verfügt jedoch über etwas feinere Bilder mit einer Disparität von 600 (Elefant), 400 (Auto), sowie 200 Bogensekunden (Mondsichel). Zudem ist ein weiteres Bild vorhanden, ein Stern, der auch monokular erkannt werden kann. Er soll der Verbesserung der Aufmerksamkeit bei Kleinkindern dienen.